# Centromerus ussuricus
Centromerus ussuricus är en spindelart som beskrevs av Kirill Yeskov och Yuri M. Marusik 1992. Centromerus ussuricus ingår i släktet Centromerus och familjen täckvävarspindlar. Inga underarter finns listade i Catalogue of Life.